# Osmaci
Osmaci (cirílico:Осмаци) es una localidad y municipio situado en la parte oriental de la República Srpska, en Bosnia y Herzegovina. 

## Historia
El municipio fue creado a partir de una parte del territorio del municipio de pre-guerra de Kalesija que fue asignado a la República Srpska por los Acuerdos de Dayton (la otra parte del municipio de pre-guerra se encuentra ahora en la Federación de Bosnia y Herzegovina).

## Localidades
El municipio cuenta con un total de quince localidades:
- Borogovo
- Caparde
- Gojčin
- Hajvazi
- Kosovača
- Kulina
- Kusonje
- Mahala
- Matkovac
- Osmaci (en parte)
- Rakino Brdo
- Sajtovići
- Šeher
- Vilčevići
- Zelina (en parte)

## Demografía
En 1991, la población de la aldea de Osmaci era de 2.628 personas, entre ellas: 
- 1.535 Serbios - (58%)  (Véase: serbobosnio)
- 1.087 Musulmanes bosnios - (41%)
- 3 Croatas  (Véase: bosniocroata)
- 3 Yugoslavos